# Brain Salad Surgery

A H. R. Giger által az albumhoz tervezett ELP-logó

A Brain Salad Surgery az Emerson, Lake & Palmer együttes 1973-as negyedik albuma. A borítót H. R. Giger (többek közt az Alien filmek tervezője) alkotta. Legismertebb dala a Karn Evil 9 – 1. Impression, Part 2 volt. Maga a Karn Evil 9 annyira hosszú volt, hogy nem fért rá egyben a lemez egy oldalára, így ketté kellett hasítani. A későbbi CD kiadásokra már vágás nélkül került fel.
A dalszövegek írásába a King Crimson egykori tagja, Peter Sinfield segített bele. Az instrumentális Toccata Alberto Ginastera 1st piano Concerto művén alapult. Ginastera menedzsere nem törődött az átdolgozással, de maga Ginastera kedvelte azt, és megtett mindent a jogi ügyek tisztázásáért.
A Karn Evil 9 egyes vokáljait Keith Emerson énekelte fel, ez volt az egyetlen ELP mű, melyen énekelt.

## Az album dalai
1. "Jerusalem" (eredetileg William Blake és Hubert Parry, átdolgozta Keith Emerson, Greg Lake és Carl Palmer) – 2:44
2. "Toccata" Adaptation of Ginastera's 1st piano Concerto, 4th movement (Alberto Ginastera, feldolgozta Keith Emerson) – 7:22
3. "Still…You Turn Me On" (Lake)– 2:53
4. "Benny the Bouncer" (Emerson, Lake, Peter Sinfield) – 2:21
5. "Karn Evil 9" (Emerson, Lake, Sinfield) – 29:54
  - "Karn Evil 9: 1st Impression, Pt. 1" (Emerson, Lake, Sinfield) – 8:43
  - "Karn Evil 9: 1st Impression, Pt. 2" (Emerson, Lake) – 4:46
  - "Karn Evil 9: 2nd Impression" (Emerson, Lake) – 7:07
  - "Karn Evil 9: 3rd Impression" (Emerson, Lake) – 9:03
6. "The Making of Brain Salad Surgery" on the 1996 Rhino Records release